# Antares
|  | For rumraketten, se Antares (raket) |
Antares (α Scorpii / Alpha Scorpii) er hovedstjernen i stjernebilledet Skorpionen. Den er en rød superkæmpe og den 16. mest lysstærke stjerne på nattehimmelen. Sammen med Aldebaran, Spica og Regulus er Antares en af de fire mest lysstærke stjerner nær Ekliptika. 
Antares' diameter er 700 gange større end Solens diameter. Såfremt Antares blev placeret, hvor Solen befinder sig, ville Antares nå forbi Mars' bane. Antares er 600 lysår eller 180 parsec fra vort solsystem.
Antares er en dobbeltstjerne; Antares B er mindre i omkreds, og meget mindre lysstærk end Antares A, hvilket gør Antares B meget vanskeligere at få øje på end hovedstjernen.
Den røde farve har gjort den til genstand for interesse i mange gamle kulturer, både Egypten, Persien og Indien.
Det lykkedes i 2017 at optage det til dato (26.aug.2017) mest detaljerede billede af en stjerne. Billedet blev optaget med ESAs Very Large Telescope Interferometer under ledelse af den japanske astronom Keiichi Ohnak. Teamet har også lykkedes med at beskrive gasbevægelser i Antares overflade.